# Prince Takechi
Titre
Daijō-daijin
Le prince Takechi (高市皇子, Takechi no miko, Takechi no　ōji), 654 – 13 août 696, est membre de la famille royale du Japon au cours de la période Asuka. Il est le fils ainé de l'empereur Tenmu. Il combat aux côtés de son père lors de la guerre de Jinshin (672), une bataille de succession qui aboutit à l'accession de son père au trône du Chrysanthème. À l'âge de 19 ans, il est envoyé par son père au front de la bataille comme avant-garde et commandant général dans ce qui est de nos jours le district de Fuwa dans la province de Mino (à présent partie sud de la préfecture de Gifu). En 679, alors qu'il se trouve à Yoshino en compagnie de son père, il prête serment de coopération avec ses frères et sœurs. Lorsque l'impératrice Jitō accède au trône en 686, il est nommé Daijō-daijin et s'occupe des affaires du gouvernement. Il meurt subitement en 696 dans ce qui est considéré par certains comme un assassinat.
Il aime la princesse Tōchi (sa demi-sœur ainée, épouse du prince Ōtomo). Il ne laisse que trois waka, tous trois dédiés à la princesse.

## Enfants
Il a deux fils de la princesse Minabe (une fille de l'Empereur Tenji, sœur de l'impératrice Gemmei) : le prince Nagaya et le prince Suzuka.

## Source de la traduction
- (en) Cet article est partiellement ou en totalité issu de l’article de Wikipédia en anglais intitulé « Prince Takechi » (voir la liste des auteurs).